# Trigonura californica
Trigonura californica är en stekelart som beskrevs av Sievert Allen Rohwer 1917. Trigonura californica ingår i släktet Trigonura och familjen bredlårsteklar. Inga underarter finns listade i Catalogue of Life.